# Sienna Miller
Sienna Rose Miller, angleška filmska, televizijska in gledališka igralka, modna oblikovalka ter fotomodel, * 28. december 1981, New York City, New York, Združene države Amerike.
Sienna Miller je najbolje prepoznavna po svojih vlogah v filmih, kot so Zadnji posel (2004), Alfie (2004), Dekle iz tovarne (2006), Zvezdni prah (2007), Na robu ljubezni (2008) in GI Joe: Vzpon Kobre (2009).